# 國際醫療福祉大學
国际保健福祉大学（日语：国際医療福祉大学）是日本的一所私立大学，总部位于栃木县大田原市北金丸2600-1。 1995年建校，同年设置大学。大学简称是国际医疗。

## 校区
- 大田原校区（栃木县大田原市北金丸2600-1）
- 小田原校区（本校舍：神奈川县小田原市城山1-2-25；城内校舍：神奈川县小田原市南町1-6-34）
- 福冈校区（福冈县福冈市早良区百道滨1-7-4）
- 大川校区（福冈县大川市大字榎津137-1）
- 成田校区（千叶县成田市公津之社4-3）
- 东京赤坂校区（东京都港区赤坂4-1-26）
- 热海校区（静冈县热海市东海岸町13-1国际保健福祉大学热海医院内）